# Вальесильо (Нуэво-Леон)
Вальесильо (исп. Vallecillo) — посёлок и административный центр одноимённого муниципалитета в мексиканском штате Нуэво-Леон. Численность населения, по данным переписи 2010 года, составила 622 человека.

## История
Посёлок был основан в 1768 году, 2 годами ранее здесь были обнаружены залежи свинца и серебра.